# Prirodni okoliš
Prirodni okoliš ili prirodna sredina je skup svih živih bića i nežive prirode, koji se prirodno pojavljuju na nekom prirodnom staništu. U suprotnosti je s izgrađenim okolišem.
Tijekom svojih aktivnosti, koje mogu biti urbanizacija ili eksploatacija, čovjek mijenja prirodni okoliš i to često tako da ga narušava. Izgradnjom hidrocentrala i akumulacija, sječom šuma, eksploatacijom mineralnih sirovina, stvaranjem deponija, emisijom plinova, nuklearnim probama i dr. čovjek utječe na promjenu čitavih područja. Kao rezultat čovjekovih aktivnosti dolazi do promjena ili narušavanja ekosustava i klimatskih promjena na lokalnoj i globalnoj razini.